# Syllis abyssicola
Syllis abyssicola är en ringmaskart som beskrevs av Ehlers 1874. Syllis abyssicola ingår i släktet Syllis och familjen Syllidae. Arten har ej påträffats i Sverige. Inga underarter finns listade i Catalogue of Life.